# Список астероїдів (13501—13600)
| Назва                                  | Тимчасове позначення | Дата відкриття    | Місце відкриття                         | Відкривач                          |
| -------------------------------------- | -------------------- | ----------------- | --------------------------------------- | ---------------------------------- |
| (13501) 1987 VR                        | 1987 VR              | 15 листопада 1987 | Обсерваторія Клеть                      | Антонін Мркос                      |
| (13502) 1987 WD                        | 1987 WD              | 17 листопада 1987 | Обсерваторія Кушіро                     | Сейджі Уеда, Хіроші Канеда         |
| (13503) 1988 RH6                       | 1988 RH6             | 6 вересня 1988    | Обсерваторія Ла-Сілья                   | Анрі Дебеонь                       |
| (13504) 1988 RV12                      | 1988 RV12            | 14 вересня 1988   | Обсерваторія Серро Тололо               | Ш. Дж. Бас                         |
| (13505) 1989 AB3                       | 1989 AB3             | 4 січня 1989      | Обсерваторія Сайдинг-Спрінг             | Роберт Макнот                      |
| (13506) 1989 AF3                       | 1989 AF3             | 4 січня 1989      | Обсерваторія Сайдинг-Спрінг             | Роберт Макнот                      |
| (13507) 1989 AN5                       | 1989 AN5             | 4 січня 1989      | Обсерваторія Сайдинг-Спрінг             | Роберт Макнот                      |
| (13508) 1989 DC                        | 1989 DC              | 27 лютого 1989    | Обсерваторія Дінік                      | Ацуші Суґіе                        |
| (13509) 1989 GU3                       | 1989 GU3             | 4 квітня 1989     | Обсерваторія Ла-Сілья                   | Ерік Вальтер Ельст                 |
| (13510) 1989 OL                        | 1989 OL              | 29 липня 1989     | Університетська обсерваторія Маунт-Джон | Алан Ґілмор, Памела Кілмартін      |
| (13511) 1989 RD1                       | 1989 RD1             | 5 вересня 1989    | Університетська обсерваторія Маунт-Джон | Алан Ґілмор, Памела Кілмартін      |
| (13512) 1989 TH1                       | 1989 TH1             | 8 жовтня 1989     | Обсерваторія Дінік                      | Ацуші Суґіе                        |
| (13513) 1990 EL2                       | 1990 EL2             | 2 березня 1990    | Обсерваторія Ла-Сілья                   | Ерік Вальтер Ельст                 |
| (13514) 1990 MR                        | 1990 MR              | 18 червня 1990    | Паломарська обсерваторія                | Генрі Гольт                        |
| (13515) 1990 SG12                      | 1990 SG12            | 19 вересня 1990   | Паломарська обсерваторія                | Генрі Гольт                        |
| (13516) 1990 UO1                       | 1990 UO1             | 20 жовтня 1990    | Обсерваторія Дінік                      | Ацуші Суґіе                        |
| (13517) 1990 UU1                       | 1990 UU1             | 20 жовтня 1990    | Обсерваторія Сайдинг-Спрінг             | Роберт Макнот                      |
| (13518) 1990 VL1                       | 1990 VL1             | 12 листопада 1990 | Обсерваторія Кушіро                     | Сейджі Уеда, Хіроші Канеда         |
| (13519) 1990 VM3                       | 1990 VM3             | 15 листопада 1990 | Обсерваторія Дінік                      | Ацуші Суґіе                        |
| 13520 Фелісіенропс (Felicienrops)      | 1990 VC6             | 15 листопада 1990 | Обсерваторія Ла-Сілья                   | Ерік Вальтер Ельст                 |
| (13521) 1991 BK                        | 1991 BK              | 19 січня 1991     | Окутама                                 | Цуному Хіокі, Шудзі Хаякава        |
| (13522) 1991 FG                        | 1991 FG              | 18 березня 1991   | Обсерваторія Сайдинг-Спрінг             | Роберт Макнот                      |
| (13523) 1991 LU1                       | 1991 LU1             | 6 червня 1991     | Обсерваторія Ла-Сілья                   | Ерік Вальтер Ельст                 |
| (13524) 1991 OO                        | 1991 OO              | 18 липня 1991     | Паломарська обсерваторія                | Генрі Гольт                        |
| (13525) 1991 PG3                       | 1991 PG3             | 2 серпня 1991     | Обсерваторія Ла-Сілья                   | Ерік Вальтер Ельст                 |
| (13526) 1991 PQ5                       | 1991 PQ5             | 3 серпня 1991     | Обсерваторія Ла-Сілья                   | Ерік Вальтер Ельст                 |
| (13527) 1991 PJ15                      | 1991 PJ15            | 7 серпня 1991     | Паломарська обсерваторія                | Генрі Гольт                        |
| (13528) 1991 PM16                      | 1991 PM16            | 7 серпня 1991     | Паломарська обсерваторія                | Генрі Гольт                        |
| 13529 Yokaboshi                        | 1991 RE1             | 1 вересня 1991    | Обсерваторія Ґейсей                     | Тсутому Секі                       |
| 13530 Ніннеманн (Ninnemann)            | 1991 RS2             | 9 вересня 1991    | Обсерваторія Карла Шварцшильда          | Лутц Шмадель, Ф. Бернґен           |
| 13531 Вайцзеккер (Weizsacker)          | 1991 RU4             | 13 вересня 1991   | Обсерваторія Карла Шварцшильда          | Ф. Бернґен, Лутц Шмадель           |
| (13532) 1991 RY8                       | 1991 RY8             | 11 вересня 1991   | Паломарська обсерваторія                | Генрі Гольт                        |
| 13533 Джунілі (Junili)                 | 1991 RJ11            | 4 вересня 1991    | Обсерваторія Ла-Сілья                   | Ерік Вальтер Ельст                 |
| (13534) 1991 RZ11                      | 1991 RZ11            | 4 вересня 1991    | Обсерваторія Ла-Сілья                   | Ерік Вальтер Ельст                 |
| (13535) 1991 RS13                      | 1991 RS13            | 13 вересня 1991   | Паломарська обсерваторія                | Генрі Гольт                        |
| (13536) 1991 RA15                      | 1991 RA15            | 15 вересня 1991   | Паломарська обсерваторія                | Генрі Гольт                        |
| (13537) 1991 SG                        | 1991 SG              | 29 вересня 1991   | Обсерваторія Сайдинг-Спрінг             | Роберт Макнот                      |
| (13538) 1991 ST                        | 1991 ST              | 30 вересня 1991   | Обсерваторія Сайдинг-Спрінг             | Роберт Макнот                      |
| (13539) 1991 TY                        | 1991 TY              | 2 жовтня 1991     | Обсерваторія Сайдинг-Спрінг             | Роберт Макнот                      |
| 13540 Казукітакахаші (Kazukitakahashi) | 1991 UR1             | 29 жовтня 1991    | Обсерваторія Кітамі                     | Ацусі Такагасі, Кадзуро Ватанабе   |
| (13541) 1991 VP3                       | 1991 VP3             | 4 листопада 1991  | Обсерваторія Кушіро                     | Сейджі Уеда, Хіроші Канеда         |
| (13542) 1991 VC5                       | 1991 VC5             | 10 листопада 1991 | Обсерваторія Кійосато                   | Сатору Отомо                       |
| 13543 Батлер (Butler)                  | 1992 AO2             | 2 січня 1992      | Обсерваторія Кітт-Пік                   | Spacewatch                         |
| (13544) 1992 DU5                       | 1992 DU5             | 29 лютого 1992    | Обсерваторія Ла-Сілья                   | UESAC                              |
| (13545) 1992 DZ5                       | 1992 DZ5             | 29 лютого 1992    | Обсерваторія Ла-Сілья                   | UESAC                              |
| (13546) 1992 DF8                       | 1992 DF8             | 29 лютого 1992    | Обсерваторія Ла-Сілья                   | UESAC                              |
| (13547) 1992 DJ8                       | 1992 DJ8             | 29 лютого 1992    | Обсерваторія Ла-Сілья                   | UESAC                              |
| (13548) 1992 ER1                       | 1992 ER1             | 8 березня 1992    | Обсерваторія Кушіро                     | Сейджі Уеда, Хіроші Канеда         |
| (13549) 1992 EW7                       | 1992 EW7             | 2 березня 1992    | Обсерваторія Ла-Сілья                   | UESAC                              |
| (13550) 1992 EX9                       | 1992 EX9             | 2 березня 1992    | Обсерваторія Ла-Сілья                   | UESAC                              |
| 13551 Gadsden                          | 1992 FL1             | 26 березня 1992   | Обсерваторія Сайдинг-Спрінг             | Роберт Макнот                      |
| (13552) 1992 GA                        | 1992 GA              | 4 квітня 1992     | Університетська обсерваторія Маунт-Джон | Алан Ґілмор, Памела Кілмартін      |
| 13553 Masaakikoyama                    | 1992 JE              | 2 травня 1992     | Обсерваторія Ґейсей                     | Тсутому Секі                       |
| 13554 Decleir                          | 1992 JL1             | 8 травня 1992     | Обсерваторія Ла-Сілья                   | Анрі Дебеонь                       |
| (13555) 1992 JB2                       | 1992 JB2             | 2 травня 1992     | Обсерваторія Ла-Сілья                   | Анрі Дебеонь                       |
| (13556) 1992 OY7                       | 1992 OY7             | 21 липня 1992     | Обсерваторія Ла-Сілья                   | Анрі Дебеонь, Альваро Лопес-Ґарсіа |
| 13557 Ліеветрувант (Lievetruwant)      | 1992 OB9             | 24 липня 1992     | Обсерваторія Ла-Сілья                   | Анрі Дебеонь                       |
| (13558) 1992 PR6                       | 1992 PR6             | 5 серпня 1992     | Обсерваторія Ла-Сілья                   | Анрі Дебеонь, Альваро Лопес-Ґарсіа |
| 13559 Верт (Werth)                     | 1992 RD1             | 4 вересня 1992    | Обсерваторія Карла Шварцшильда          | Лутц Шмадель, Ф. Бернґен           |
| 13560 Ла Перуз (La Perouse)            | 1992 RX6             | 2 вересня 1992    | Обсерваторія Ла-Сілья                   | Ерік Вальтер Ельст                 |
| 13561 Kudogou                          | 1992 SB1             | 23 вересня 1992   | Обсерваторія Кітамі                     | Масаюкі Янаї, Кадзуро Ватанабе     |
| 13562 Бобеґґлтон (Bobeggleton)         | 1992 SF11            | 28 вересня 1992   | Обсерваторія Кітт-Пік                   | Spacewatch                         |
| (13563) 1992 UW                        | 1992 UW              | 21 жовтня 1992    | Обсерваторія Кійосато                   | Сатору Отомо                       |
| 13564 Kodomomiraikan                   | 1992 UH1             | 19 жовтня 1992    | Обсерваторія Кітамі                     | Масаюкі Янаї, Кадзуро Ватанабе     |
| 13565 Yotakanashi                      | 1992 UZ5             | 28 жовтня 1992    | Обсерваторія Кітамі                     | Кін Ендате, Кадзуро Ватанабе       |
| (13566) 1992 UM9                       | 1992 UM9             | 19 жовтня 1992    | Обсерваторія Кушіро                     | Сейджі Уеда, Хіроші Канеда         |
| 13567 Urabe                            | 1992 WF1             | 16 листопада 1992 | Обсерваторія Кітамі                     | Кін Ендате, Кадзуро Ватанабе       |
| (13568) 1992 WL3                       | 1992 WL3             | 21 листопада 1992 | Обсерваторія Уенохара                   | Нобухіро Кавасато                  |
| 13569 Осю (Oshu)                       | 1993 EJ              | 4 березня 1993    | Обсерваторія Ґейсей                     | Тсутому Секі                       |
| (13570) 1993 FH7                       | 1993 FH7             | 17 березня 1993   | Обсерваторія Ла-Сілья                   | UESAC                              |
| (13571) 1993 FT7                       | 1993 FT7             | 17 березня 1993   | Обсерваторія Ла-Сілья                   | UESAC                              |
| (13572) 1993 FS12                      | 1993 FS12            | 17 березня 1993   | Обсерваторія Ла-Сілья                   | UESAC                              |
| (13573) 1993 FZ18                      | 1993 FZ18            | 17 березня 1993   | Обсерваторія Ла-Сілья                   | UESAC                              |
| (13574) 1993 FX79                      | 1993 FX79            | 21 березня 1993   | Обсерваторія Ла-Сілья                   | UESAC                              |
| (13575) 1993 GN                        | 1993 GN              | 14 квітня 1993    | Обсерваторія Кійосато                   | Сатору Отомо                       |
| 13576 Gotoyoshi                        | 1993 HW              | 16 квітня 1993    | Обсерваторія Кітамі                     | Кін Ендате, Кадзуро Ватанабе       |
| 13577 Ukawa                            | 1993 HR1             | 16 квітня 1993    | Обсерваторія Кітамі                     | Кін Ендате, Кадзуро Ватанабе       |
| (13578) 1993 MK                        | 1993 MK              | 17 червня 1993    | Паломарська обсерваторія                | Генрі Гольт                        |
| 13579 Аллодд (Allodd)                  | 1993 NA2             | 12 липня 1993     | Обсерваторія Ла-Сілья                   | Ерік Вальтер Ельст                 |
| 13580 de Saussure                      | 1993 OQ5             | 20 липня 1993     | Обсерваторія Ла-Сілья                   | Ерік Вальтер Ельст                 |
| (13581) 1993 QX4                       | 1993 QX4             | 19 серпня 1993    | Паломарська обсерваторія                | Е. Гелін                           |
| 13582 Tominari                         | 1993 TN2             | 15 жовтня 1993    | Обсерваторія Кітамі                     | Кін Ендате, Кадзуро Ватанабе       |
| 13583 Босре (Bosret)                   | 1993 TN18            | 9 жовтня 1993     | Обсерваторія Ла-Сілья                   | Ерік Вальтер Ельст                 |
| (13584) 1993 TH19                      | 1993 TH19            | 9 жовтня 1993     | Обсерваторія Ла-Сілья                   | Ерік Вальтер Ельст                 |
| (13585) 1993 TC20                      | 1993 TC20            | 9 жовтня 1993     | Обсерваторія Ла-Сілья                   | Ерік Вальтер Ельст                 |
| (13586) 1993 TY22                      | 1993 TY22            | 9 жовтня 1993     | Обсерваторія Ла-Сілья                   | Ерік Вальтер Ельст                 |
| (13587) 1993 TQ29                      | 1993 TQ29            | 9 жовтня 1993     | Обсерваторія Ла-Сілья                   | Ерік Вальтер Ельст                 |
| (13588) 1993 TU38                      | 1993 TU38            | 9 жовтня 1993     | Обсерваторія Ла-Сілья                   | Ерік Вальтер Ельст                 |
| (13589) 1993 XM                        | 1993 XM              | 8 грудня 1993     | Обсерваторія Оїдзумі                    | Такао Кобаяші                      |
| (13590) 1994 AC3                       | 1994 AC3             | 14 січня 1994     | Обсерваторія Оїдзумі                    | Такао Кобаяші                      |
| (13591) 1994 BC1                       | 1994 BC1             | 16 січня 1994     | Обсерваторія Оїдзумі                    | Такао Кобаяші                      |
| (13592) 1994 JU                        | 1994 JU              | 8 травня 1994     | Обсерваторія Оїдзумі                    | Такао Кобаяші                      |
| (13593) 1994 NF1                       | 1994 NF1             | 4 липня 1994      | Паломарська обсерваторія                | Е. Гелін                           |
| (13594) 1994 PC2                       | 1994 PC2             | 9 серпня 1994     | Паломарська обсерваторія                | PCAS                               |
| (13595) 1994 PL3                       | 1994 PL3             | 10 серпня 1994    | Обсерваторія Ла-Сілья                   | Ерік Вальтер Ельст                 |
| (13596) 1994 PD18                      | 1994 PD18            | 10 серпня 1994    | Обсерваторія Ла-Сілья                   | Ерік Вальтер Ельст                 |
| (13597) 1994 PH18                      | 1994 PH18            | 12 серпня 1994    | Обсерваторія Ла-Сілья                   | Ерік Вальтер Ельст                 |
| (13598) 1994 PY19                      | 1994 PY19            | 12 серпня 1994    | Обсерваторія Ла-Сілья                   | Ерік Вальтер Ельст                 |
| (13599) 1994 PM21                      | 1994 PM21            | 12 серпня 1994    | Обсерваторія Ла-Сілья                   | Ерік Вальтер Ельст                 |
| (13600) 1994 PL26                      | 1994 PL26            | 12 серпня 1994    | Обсерваторія Ла-Сілья                   | Ерік Вальтер Ельст                 |

| ← Астероїди 10001—20000 → |             |             |             |             |             |             |             |             |             |
| 10001—10100               | 11001—11100 | 12001—12100 | 13001—13100 | 14001—14100 | 15001—15100 | 16001—16100 | 17001—17100 | 18001—18100 | 19001—19100 |
| 10101—10200               | 11101—11200 | 12101—12200 | 13101—13200 | 14101—14200 | 15101—15200 | 16101—16200 | 17101—17200 | 18101—18200 | 19101—19200 |
| 10201—10300               | 11201—11300 | 12201—12300 | 13201—13300 | 14201—14300 | 15201—15300 | 16201—16300 | 17201—17300 | 18201—18300 | 19201—19300 |
| 10301—10400               | 11301—11400 | 12301—12400 | 13301—13400 | 14301—14400 | 15301—15400 | 16301—16400 | 17301—17400 | 18301—18400 | 19301—19400 |
| 10401—10500               | 11401—11500 | 12401—12500 | 13401—13500 | 14401—14500 | 15401—15500 | 16401—16500 | 17401—17500 | 18401—18500 | 19401—19500 |
| 10501—10600               | 11501—11600 | 12501—12600 | 13501—13600 | 14501—14600 | 15501—15600 | 16501—16600 | 17501—17600 | 18501—18600 | 19501—19600 |
| 10601—10700               | 11601—11700 | 12601—12700 | 13601—13700 | 14601—14700 | 15601—15700 | 16601—16700 | 17601—17700 | 18601—18700 | 19601—19700 |
| 10701—10800               | 11701—11800 | 12701—12800 | 13701—13800 | 14701—14800 | 15701—15800 | 16701—16800 | 17701—17800 | 18701—18800 | 19701—19800 |
| 10801—10900               | 11801—11900 | 12801—12900 | 13801—13900 | 14801—14900 | 15801—15900 | 16801—16900 | 17801—17900 | 18801—18900 | 19801—19900 |
| 10901—11000               | 11901—12000 | 12901—13000 | 13901—14000 | 14901—15000 | 15901—16000 | 16901—17000 | 17901—18000 | 18901—19000 | 19901—20000 |